# Copacabana (école de samba)
Pour les articles homonymes, voir Copacabana (homonymie).
La S.B.C.R. Associação Comunitária Copacabana est une école de samba de Porto Alegre, sise dans le quartier de Bom Jesus.

## Histoire
Elle fut fondée le 2 février 1962 par d'ex-membres de l'École Estácio de Sá da Vila Jardim. En 2007, l'école manifesta contre le manque de moyens financiers et défila sans déguisements et sans faire la fête. Elle fut disqualifiée et, à partir de 2008, ne participera plus aux défilés de Carnaval de Porto Alegre.

## Données
- Adresse : Rua Rua Pio X , 315 - Bom Jesus - Porto Alegre.
- Couleurs : Rose, bleu et blanc.
- Symbole : Sirène.

## Thème
| Année | Thème                                                                                             |
| 1964  | Coquetel de fantasias.                                                                            |
| 1965  | Céu, Mar e Terra.                                                                                 |
| 1966  |                                                                                                   |
| 1967  |                                                                                                   |
| 1968  |                                                                                                   |
| 1969  |                                                                                                   |
| 1970  |                                                                                                   |
| 1971  |                                                                                                   |
| 1972  |                                                                                                   |
| 1973  | Abolição da Escravatura.                                                                          |
| 1974  | As Sete Maravilhas de Picasso!                                                                    |
| 1975  | O Reino das Amazonas.                                                                             |
| 1976  | Os Velhos Carnavais.                                                                              |
| 1977  | Viagem ao fundo do Mar.                                                                           |
| 1978  | Vida é glória de Carmem Miranda.                                                                  |
| 1979  | Bela Adormecida.                                                                                  |
| 1980  | Mundo submerso do Samba.                                                                          |
| 1981  |                                                                                                   |
| 1982  |                                                                                                   |
| 1983  | O Mundo maravilhoso do samba.                                                                     |
| 1984  | Ilha do Sol, Paraíso de Luz del Fuego!                                                            |
| 1985  | Brasil, carnaval maravilha!                                                                       |
| 1986  | Para que tristeza, se sorriso não paga imposto.                                                   |
| 1987  |                                                                                                   |
| 1988  |                                                                                                   |
| 1989  | Carnavais do Mestre Chico do Pandeiro.                                                            |
| 1990  | Saudoso Roxo, que te quero Roxo.                                                                  |
| 1991  | E o Brasil dançou...                                                                              |
| 1992  | Samba, suor e lágrimas.                                                                           |
| 1993  | Noites de Lua do Piston da Copacabana.                                                            |
| 1994  | Carnavaleando com Pernambuco.                                                                     |
| 1995  | Uma linda Sereia em rosa, azul e branco.                                                          |
| 1996  | O canto e o encando do Uirapuru.                                                                  |
| 1997  | A Tradição da Cavalhada.                                                                          |
| 1998  | Sois rei, sois rei! (Claro que sou!)                                                              |
| 1999  | Viu no que deu, Noé!                                                                              |
| 2000  | Sabe a última do papagaio? Claro! Virou enredo de escola de samba.                                |
| 2001  | Escrava Teodora, que sabia mais que o Sábio sabia!                                                |
| 2002  | Nobres e plebeus, emabarquem com a Sereia nessa história embriagante e nessas águas borbulhantes. |
| 2003  | Doutor, que saúde!                                                                                |
| 2004  | Laguna... histórica, farrapa e turística.                                                         |
| 2005  | O Guerreiro dos Deuses, o Dom da Força Negra.                                                     |
| 2006  | O maravilhoso Mundo do Mágico de Oz.                                                              |
| 2007  | Por um mundo melhor.                                                                              |
| 2008  | Pas de participation.                                                                             |

## Titres
- 1999 :Viu no que deu Noé ? (Groupe-B)